# Torquaratoridae
Die Torquaratoridae sind eine in der Tiefsee vorkommende Familie der Eichelwürmer (Enteropneusta). Die Familie wurde erst 2005 anhand eines im nördlichen Pazifik in einer Tiefe von 1901 m gefangenen Exemplars der Art Torquarator bullocki wissenschaftlich beschrieben. Tiere die heute der Familie zugeordnet werden, waren aber schon seit 1965 durch Fotos mit mehr oder weniger schlechter Auflösung bekannt. Wegen ihres breiten Vorderteils (Prosoma) wurden die Tiere als Mosaikform zwischen den tentakeltragenden Flügelkiemern (Pterobranchia) und den tentakellosen Eichelwürmern angesehen, erhielten den provisorischen Namen „Lophenteropneusten“ (Gr. „Lophos“ = Krone, Kamm, Schopf + Enteropneusta) und es wurde eine basale Stellung innerhalb der Kiemenlochtiere (Hemichordata) vermutet. Die Familie wurde nach der Typusgattung Torquarator benannt, deren Name sich aus „torques“ (Lat. = Kragen) und „arator“ (Pflüger) zusammensetzt und sich darauf bezieht, das die Tiere mit ihrem Kragenbereich das Sediment zur Nahrungssuche durchpflügen.

## Merkmale
Die Autoren der Erstbeschreibung gaben als Charakteristisches Merkmal der Torquaratoridae das breite Vorderteil (Prosoma), der auffällig verbreiterte Kragen (Mesosoma), eine große sackförmige Ausstülpung in das Mesenterium (Hepatic caeca) und Kiemenbögen an, die nicht durch Synapticel miteinander verbunden sind.
Osborn und Kollegen änderten die Diagnose der Torquaratoridae und definierten sie als diejenigen Eichelwümer, denen der Skelettstab im Prosoma fehlt oder zu einer kleinen Platte reduziert ist und deren Adulten das Stomochord fehlt (ein kurzer Stützstab, der vom Vorderdarm ausgeht und in das Prosoma hineinragt) oder vom Kragen getrennt ist.

## Wohnröhren
Bei einer Untersuchung in antarktischen Gewässern wurden dort der Familie zuzuordnende Tiere in Wassertiefen zwischen 531 und 1111 Meter gefunden. Diese lebten bemerkenswerterweise in durchscheinenden, selbst abgeschiedenen Röhren am Meeresboden verankert. Solche Röhren waren bis dahin bei Eichelwürmern unbekannt, sie sind aber typisch für die Flügelkiemer. Eine im mittelkambrischen Burgess-Schiefer gefundene, fossile Eichelwurm-Art wies bereits eine ähnliche Röhrenbildung auf.

## Gattungen und Arten
Gegenwärtig sind sechs Arten bekannt, die vier Gattungen zugeordnet werden:
- Allapasus Holland, Kuhnz & Osborn, 2012
  - Allapasus aurantiacus Holland, Kuhnz & Osborn, 2012
  - Allapasus isidis Priede, Osborn, Gebruk, Jones, Shale, Rogacheva & Holland, 2012
- Tergivelum Holland, Jones, Ellena, Ruhl & Smith, 2009
  - Tergivelum baldwinae Holland, Jones, Ellena, Ruhl & Smith, 2009
  - Tergivelum cinnabarinum Priede, Osborn, Gebruk, Jones, Shale, Rogacheva & Holland, 2012
- Torquarator Holland, Clague, Gordon, Gebruk, Pawson & Vecchione, 2005 (Typusgattung)
  - Torquarator bullocki Holland, Clague, Gordon, Gebruk, Pawson & Vecchione, 2005
- Yoda Priede, Osborn, Gebruk, Jones, Shale, Rogacheva & Holland, 2012
  - Yoda purpurata Priede, Osborn, Gebruk, Jones, Shale, Rogacheva & Holland, 2012 (benannt nach Yoda aus Star Wars)

Außerdem kann man anhand von Tiefseefotos mindestens vier weitere Gattungen mit einer oder zwei Arten auseinanderhalten, die bisher wissenschaftlich nicht beschrieben werden konnten, da keine Belegexemplare gefangen wurden.
Bei einer phylogenomischen Analyse im Jahr 2014 waren die Torquaratoridae eingeschachtelt in die Familie Ptychoderidae, stellen also möglicherweise, trotz bisher als überzeugend eingeschätzter morphologischer Apomorphien, eine spezialisierte Entwicklungslinie von diesen dar. Im April 2017 wurde die Familie in der Hemichordata World Database aber weiterhin als valide akzeptiert.